# Bockwindmühle Wanzer

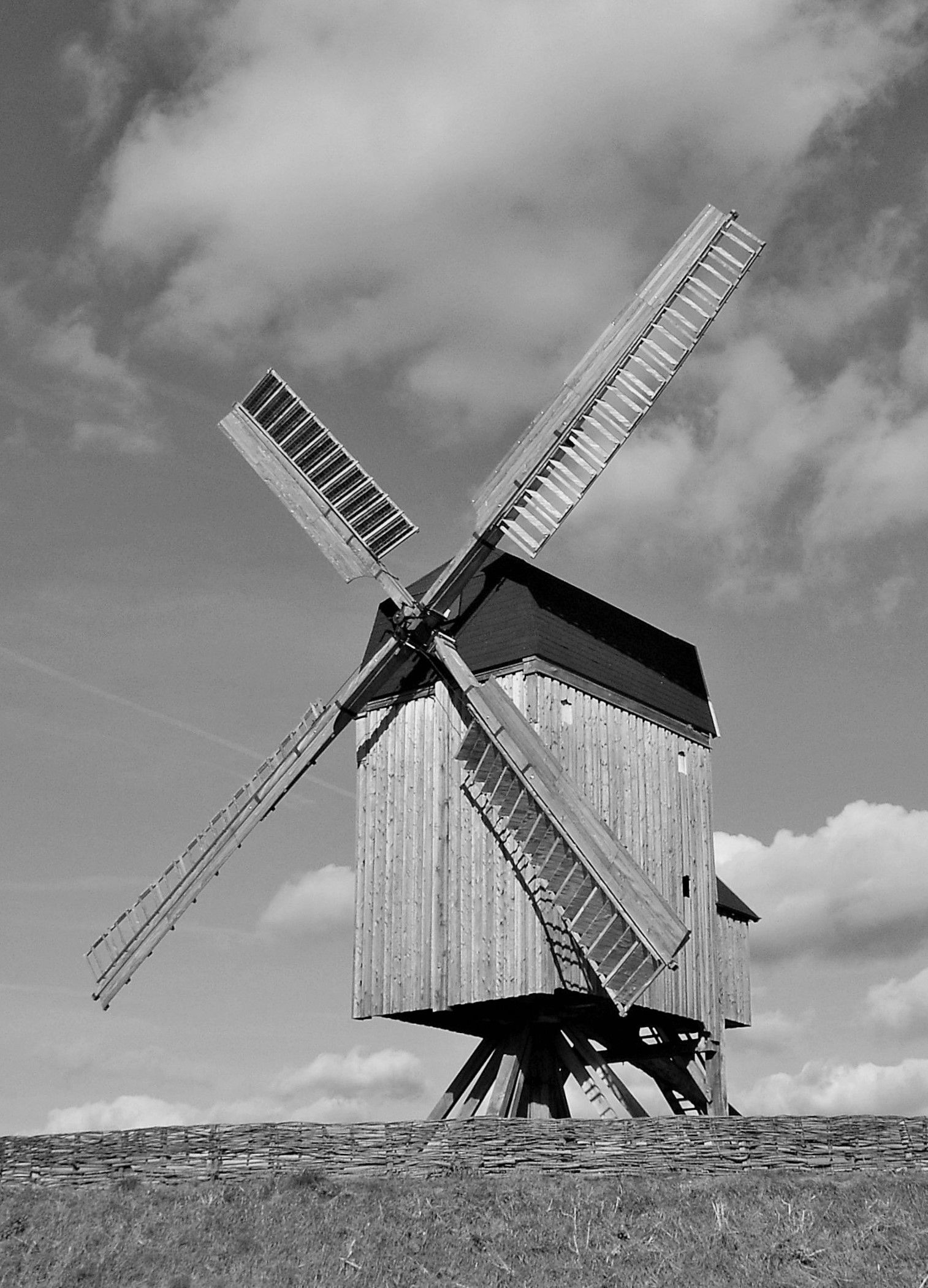
Bockwindmühle Wanzer (2007)

Die Bockwindmühle Wanzer ist eine Windmühle in der nördlichen Altmark. Sie steht im Norden von Wanzer am Ortsausgang in Richtung Aulosen und gilt als eine der letzten Bockwindmühlen der Altmark.

## Geschichte
Die Mühle wurde in den Jahren von 2001 bis 2007 aus Teilen einer zweiten Mühle errichtet, die ursprünglich am südlichen Ende des Dorfes – am Ortseingang in Richtung Pollitz – bis in die 1950er-Jahre ihren Dienst versah. Man entschied sich für den heutigen Standort, da es sich zum einen um den historischen Platz der Martenmühle handelt, die hier bis zum Jahr 1946 bestand, zum anderen aber auch die Windverhältnisse günstiger sind, denn am alten Standort war der Schaubetrieb aufgrund des Baumwuchses nicht mehr möglich.
Die Martenmühle war im Jahr 1611 durch das Rittergut Aulosen errichtet worden und mehrfach von Blitzeinschlägen betroffen. Sie wurde nach dem Zweiten Weltkrieg aufgegeben, da sie zu marode war. Benannt war sie nach dem letzten Besitzer, dem Müller Marten. Die heute an ihrer Stelle zu findende Mühle stand ursprünglich im Nachbarort Pollitz, wo sie im Jahr 1805 erbaut wurde und seit 1880 von der Familie Theek betrieben wurde. Sie musste ihren Betrieb einstellen, nachdem mit der Gründung der LPG der gewachsene Kundenkreis wegbrach. Die Getreidemühle stand dort auf einem gemauerte Bock, der mit Holz verschalt war. Der Windmühlen- und Heimatverein Garbe, der sich im September 2001 bildete, erwarb die Mühle einen Monat später.
Der Abbau am bisherigen Standort erfolgte im Juli 2002, die Grundsteinlegung am heutigen Standort im März 2003. Zum 200. Geburtstag der Mühle im Jahre 2005 stand die Mühle mit Rutenwelle und Mühlensteinen. Im Jahre 2007 erhielt die Mühle – mitfinanziert durch Mittel aus dem LEADER+-Maßnahmenprogramm der Europäischen Union – ihre Flügel, einen Großteil der fehlenden Innenausrüstung und den Großteil der Außenanlage. Am Mühlentag 2007 wurde die Mühle mit einer großen Feier in Betrieb genommen.
Die Bockwindmühle steht unter Denkmalschutz und ist als Baudenkmal mit der Erfassungsnummer 094 18244 im Denkmalverzeichnis von Sachsen-Anhalt eingetragen. Sie wird alljährlich im Rahmen des Deutschen Mühlentages einer breiten Öffentlichkeit präsentiert.

## Baubeschreibung
Die Bockwindmühle steht auf einem Holzbock und hat Jalousieflügel. Das ehemals gebogene Satteldach wurde beim Wiederaufbau in ein Mansarddach abgeändert. Erhalten blieben Mahlgang, Schrotgang, Sichter und Sackaufzug. Das Räderwerk im Innern besteht aus Buchenholz. Neben einem original erhaltenen Mahlstein, der als Dekoration dient, wurden auch zwei neue für das Mühlenhaus produziert.